# Den urolige mand
Den Urolige Mand er en kriminalroman af den svenske forfatter Henning Mankell, der udkom i 2009. 

## Handling
En vinterdag 2008 forsvinder en pensioneret søofficer, Håkan von Enke, under sin daglige gåtur i Lilljansskogen i Stokholm. For kriminalkommissær Kurt Wallander bliver det et personligt anliggende, da von Enke er hans datter Linda Wallanders svigerfar. Trådene leder tilbage i tiden til den kolde krig, højreekstreme foreninger og lejemordere fra det gamle Østeuropa.
Bogen er den næstsidste i serien om Kurt Wallander.